# Космичка болест
Космичка болест, космички адаптациони синдром је скуп поремећаја који настаје у организму космонаута и астронаута као последица дужег боравка у космосу у условима микрогравитације (бестежинског стања). У микрогравитацији, не постоји природно „горе“ или „доле“, одређено од стране наших чула. Космонаут не зна (на први поглед) чак ни положај различитих делова тела, посебно руке и ноге, јер недостаје тежина да би се створио осећај где се налази. Тело космонаута постаје „збуњено“ наглим променама у односу на оно што је научио на Земљи и што и овде очекује.
Све дужи боравак у космосу због назадрживог развој космонаутике у филогенски неадаптираном организму космонаута може изазива читав низ статичких и динамичких поремећаја (вестибуларних, кардиоваскуларних, визуелних, неуровегетативних, метаболичких, локомоторних, психичких...). Неподударања између онога што очи виде и онога што тело осећа у условима микрогравитације, може изазвати космичку болест. Научници сматрају да је то нешто слично болести кретања, која се може доживети на Земљи, нпр. при покушају путника да чита књигу у аутомобилу који се креће. Унутрашње уво детектује кретање аутомобила, али очи (које гледају непокретна слова у књизи) не реагују на те промен.
Када космонаути оду у космос, многи од њих, ће одмах доживети космичку болест. Док су поједини, малобројни наизглед имуни, и највише што могу доживети су симптоми благе главобоље, вртоглавице и мучнине. У екстремним случајевима код мање групе космонаута долази до дуготрајног повраћања праћеног дехидрирацијом и губитком телесне масе. Срећом, мозак космонаута се брзо прилагођава на ове утицаје, брзо учи и стиче поверења у очи и репрограмира сигнале из вестибуларног система које усклађује са насталим неслагањем. Симптоми космичке болест се ублажавају након око три дана, боравка у космосу, мада поједини космонаути (астронаути) могу имати рецидив у било ком тренутку током мисије.
Тело човека је изузетан и компликован систем који аутоматски детектује и реагује на драматичне еколошке промене које га окружују, посебно недостатак гравитације. Цело тело учествује у овом комплексном и брзом одговору на микрогравитацију, а авиофизиолози све више почињу да формирају слику о томе шта се дешава унутар тела у недостатку гравитације. Заправо, космичка болест је непредвидива – када ће се догодити и ко ће од ње оболети то је тешко предвидети. Неки космонаути, који показују изузетну толеранцију на мучнину у току вожње на земљи, на мору или када лете авионом, трпе најгоре симптоме по доласку у космос. Ово се дешава и на Земљи, нпр гимнастичар који обавља тешке акробације на гимнастичким справама или у партеру, и при томе не испољава симптоме болести кретања, може да се „разболи“ на Ролер костеру или на задњем седишту аутомобила у покрету. То говори, да је највероватније целокупни организам са бројним функцијама укључен у појаву космичке болести, која вероватно представља сложену интеракцију изазвану нарушеном равнотежом између различитих органа

## Дефиниције космичке болести -енгл.
Космички адаптациони синдром (прва дефиниција)
Скуп промена у нормалној физиологији који се јављају током дужег излагања бестежинском стању, осим ако нису предузете превентивне мере. Синдром се карактерише атрофијом мишића, губитком минерала из костију, срчаносудовним променама итд.
Космички адаптациони синдром (друга дефиниција)
Способност свемирских путника да се прилагоде променама срчаних функција, променама у костима и мишићној атрофији за време боравка у бестежинском стању.
Космички адаптациони синдром (трећа дефиниција)
То је синдром који настаје као последица утицаја путовања космосом на људску физиологију. Облик је болести кретања (као последица вишедневног боравка у космосу), са остеопорозом, мишићном атрофијом (због њихове неупотребе), растом од 5+cm, насталим у условима нулте гравитације, и може бити праћена, нпр. пропустима космонаута у раду са системима за управљање.
Космички адаптациони синдром или космичка болест (четврта дефиниција)
Скуп симптома настао као последица утицаја путовања свемиром на људску физиологију. Слична је болести кретања са клиничким зацима; вртоглавице, опште слабости, малаксалости, дијафорезе, сијалореје, зевања, анорексије, хипервентилације - као резултат хипокапније са вазодилатацијом у доњим удовима, удруженом са прерасподелом крви, постуралном хипотензијом и синкопом, остеопорозом, и у дужим космичким летовима мишићном атрофијом, (због њихове неупотребе) и растом од 5+cm, као последицама утицаја нулте гравитације и може бити праћена нпр. последицама по бездност летења.

## Епидемиологија
Лет у свемир са људском посадом био је вишегодишњи сан човечанства, све док није постао стварност, након првог лета Јурија Гагарина 1961. Даљу реализацију овог сна, наставио је првим, малим, корацима на Месецу Нила Армстронга и мисија Апола 11. Од тада, присуство људи и његове делатности у космосу постају све учесталије.
До сада, више од 486 космонаута, летело је преко 100 km надморске висине (Карманова линија), и боравило у свемиру. Трајање њиховог боравка се све више повећавало. Почев од 1 h, 48 min Јурија Гагарина, преко 4 h, 55 min Џона Глена, до више од годину дана.
Човечанство у 21. веку улази у нову еру, Међународних свемирских станица (МСС), које ће омогућити да у свемиру, (у коме су до сада искључиво боравили космонаути), бораве и грађани, који ће у овим станицама моћи да путују свемиром како би га спознали или живели у њему. Међутим, пре него што боравак у овом простору постане сигуран за човека, космонаутика и космичка медицина морају да реше много проблема, од којих је један нулта гравитација.
Око 70% космонаута шатла патило је од космичке болести или космичког адаптационог синдрома (КАС) - (енгл. space adaptation syndrome (SAS)) у одређеном степену. У Аполо програму, космички адаптациони синдром евидентиран је код 11 од 33 космонаута у првих 36 мисија ...(у 38% космонаута, умерен или тежак облик КАС-а на првом лету и у 16% астронаута умерен или тежак облик КАС-а на следећим летовима). Синдром се није јављао у месечевом модулу или у раним орбиталним летовима, јер су космонаути били чврсто привезани за седиште у малим капсулама космичких летелица.
На основу медицинских истраживања, утврђено је да микрогравитација изазва спонтану адаптацију људског биолошког система на смањени утицај гравитације. Током дејства микрогравитатације за обанвљање хомеостазе (након студије са 160 космонаута) установљено је да је она постигнута после 45 дана, а реадаптатација на земљину гравитације и нормализација стања после око 90 дана. Тако, понашање срчаносудовног система и других биолошких системе умногоме је завстан од употребе превентивних мера за време и после лета. Међутим, примена превентивних мера не може да пониште утицај микрогравитатације на срчаносудовни система и друге биолошке системе. Зато ће њене последице умногоме зависити од индивидуалних карактеристика и отпорности организма астронаута.

## Етиологија
Узроци космичке болести нису у потпуности схваћени, нити су задовољавајуће методе њиховог предвиђања, спречавања и лечења до сада идентификоване. Тренутна истраживања о етиологији космичке болести заснована су у највећој мери на две теорије;
Теорији чулних (сензорних) сукоба
Или теорија неурофизиолошких последица „конфликта“ интралавиринтних сензација из унутрашњег ува, са модалитетима сензација из других чула. Ова теорија у највећој мери заснована је на примарном утицају промена које се дешавају у отолиту вестибуларног система у бестежинском стању.
Присталице ове теорије сматрају да сензорни сукоби настају као одговор можданог стабла сличан оном који изазива неки од неуротоксина, и знаке и симптоме мучнине у току боравка у космосу или кретања на Земљи, описују као резултат стимулације, по принципу „отров-покреће механизам одговора“. Овај механизам настаје како би се тело ослободио апсорбованих токсичних супстанци; пражњењем желуца, или минимизирањем ефеката апсорбованих токсина преко стресног одговора симпатичког нервног система. У појединаца и животиња код којих је вестибуларни апарат оштећен или је прекинут вестибуларни пут болест кретања не настаје, упркос великим напрезањима. Ова чињенице иду у прилог претпоставци да „отров-покреће механизам одговора“ и да се зато отровом-индукована мучнина може смањити у паса након лавиринтектомије.
Теорији интракранијалног притиска
Поред теорије чулног сукоба, све више се као могућност наводи повезаност промена у прерасподели телесних течности у бестежинском стању и космичке болести. Досадашња истраживања међутим нису успела да у потпуности подрже теорију прерасподеле течности па је и даље доминантна теорија чулног сукоба, заснована на способности одржавања равнотеже тела у бестежинском стању које влада у космосу. 
Гравитација није само сила земљине теже која делује на наше тело, већ и сигнал - знак који говори нашем телу како да се понаша. За неку ствар, она говори мишићима и костима колико они морају бити јаки да би је савладали. У нултој гравитацији, мишићи атрофирају брзо, јер тело доживљава да их не треба. Мишиће тело користе у борби против гравитације - попут оних у ногама и кичми, који одржавају тело у усправном положају, али могу изгубити око 20% своје масе ако се не користе. Зато мишићна маса у условима нулте гравитације може да „нестаје“ брзином од око 5% недељно.
Губитак коштаног ткива у костима, може бити још екстремнији. Кости у свемиру атрофирају по стопи од око један посто месечно, а модели показују да би укупни губитак могао достићи 40 до 60% укупне коштане масе, након дуготрајних излагања нултој гравитацији.
Досадашња истраживања показала су да по здравље астронаута физиолошки проблеми изазвани бестежинским стањем нису тако велики и несавладиви, и углавном су изазвани;
- Прерасподелом течности у телу због недостатка гравитације која ствара хидростатски притисак.
- Смањењем телесне активности, због недостатка потребе да се сила земљине теже савладава снагом мишића и њиховом контракцијом.
- Проблемима одржавања равнотеже и просторне визуелне оријентације, због недостатка визуелних оријентира у марчном космичком простору, и одсутва вестибуларних и сензомоторних стимулуса због недостатка просторних надражаја у микргравитацији.

У бестежинском стању кретање астронаута (космонаута) у значајној мери је отежано и праћено је снажаним осцилацијама тела које изазивају и најмањи покрети рукама и ногама што ствара значајне потешкоће у одржавању равнотеже. Овако, неадекватно-неодмерено кретање настаје зато што су мишићи тела на земљи навикнути да одређене покрети обављају већом снагом због савладавања силе земљине теже, па изостаје фина регулација покрета.
У мраку кабине космичког брода, ове осцилације су израженије због одсуства визуелне контроле покрета. Зато сваки покрет космонаута изван равни паралелене са правцем кретања кабине изазива симптоме вртоглавице праћене мучнином, јер ће допунска убрзања деловати на вестибуларни систем. И вибрације летелице у појединим фазама лета астронаута такође су узрок појаве симптома.
Највероватније да астронаути на почетку боравка у свемиру имају повећану зависност од визуелних и тактилних надражаја у одржавању равнотеже. Како се лет наставља, већина астронаута „интернализује“ референтни систем за одређивање оријентације према горе и доле што смањује њиховау зависност од визуелних сигнала.
Такође је значајна и реинтерпретација линеарних убрзања - индукованих у отолитчком пријемнику ува у одсуство пријемних сигнала због недостатка просторних надражаја.
Људско тело и његовог кардиоваскуларни систем од постанка на Земљи непрекидно су изложени утицају гравитације. Како око две трећине свакодневних активности људи обављају стојећи или седећи, Земљина гравитација утиче на прерасподелу великих количина телесних течности у ткивима и крви у крвним судовима према доњим деловима тела. Када људи стоје, крвни притисак у ногама може бити висок, око 200 ммХг. У мозгу, је међутим, вредност притиска само 60 до 80 mmХг. У свемиру, где сила земљине теже недостаје (или је на нивоу микрогравитације), од главе до пета нестаје градијент крвног притиска или је он безначајно низак. Крвни притисак се изједначава и постаје око 100 mmХг у целом телу. Зато космонаути добијају „подбули“ изглед лица и главе, и вретенасти „пилећи изглед ногу“, из којих се губи око литар течности, па оне постају све тање.
Зато је тело људи кроз еволутивни развој створило различите механизмиме како би се супротставило утицају гравитације и обезбедило довољан проток крви кроз мозак. У микрогравитационом окружењу, количина и расподела телесних течности се мења, јер тело и његов кардиоваскуларни систем ослобођено утицаја гравитације дистрибуира течности ка горњим деловима тела. Повишен крвни притисак у глави активира аларм, да тело има превише крви у глави и у току два до три дана у бестежинскогм стању, тело астронаута може да изгубе чак 22% сопственог волумена крви, као резултат тог механизма.
Узроци и симптоми космичке болести код астронаута се донекле разликује од „земаљских“ у току вожње (болест кретања). Не јавља се знојење а од осталих симптома углавном се јавља бледило, анорексија, повраћање, главобоља у првим сатима свемирског лета често без мучнине и других упозоравајућих предзнакова.
Око ¾ астронаута ће имати блаже симптоме, док ће једна четвртина доживети озбиљније симптоме као што су више од једне епизоде повраћања углавном у току првог дана лета. Симптоми најчешће престају у првих 24 до 72 сата боравка у орбити, али се могу продужити и на већи број дана.
Напори да се предвиди који космонаут је подложнији утицају свемирског адаптационог синдрома (SAS) нису успели. Старост, пол, ниво физичке увежбаности, претходно летачко искуство, и физиолошка тренажа (у хуманој центрифуги) на земљи нису поуздани предиктори отпорности астронаута на свемирски адаптациони синдром.
Из напред изнетог може се закључити да је свемирски адаптациони синдром изазван дужим боравком у условима микрогравитацији важан ваздухопловномедицини проблем.

## Физиологија одржавања равнотеже у космосу
Мозак у сваком тренутку кретања добија тренутне податке из различитих делова тела и покушава на основу њих да састави укупну слику о томе шта тело ради у том тренутку. Гравитација и раније стечена искуства играју важну улогу у просторној оријентације. Промене у гравитационим силама, попут преласка на бестежинског стања током свемирскох летова, утичу на просторну оријентацију и захтевају прилагођавање многих физиолошких процеса у којима се налази наш систем равнотеже. Али, ако се било који део ове слике не поклапа са раније стеченим сазнањима космонаута на Земљи, у току његовог боравка у космосу могу се због тог несклада јавити симптоми космичке болести.

### Анатомско-физиолошке карактеристике органа за одржавање равнотеже
Да би космонаут одржао равнотежу и оријентисао се о положају сопственог тела у простору, у коме влада бестежинско стање и одсуство јасних оријентира, он користи раније стечено искуство у нормалним стањима, са Земље, и разне, филогенски међусобно одлично усклађене, механизмиме као што су;
Вестибуларни систем равнотеже
Овај систем чине полукружни каналићи и отолитски апарат у унутрашњем уву. Он даје референтне податке потребне за контролу постуралног њихања и динамичке равнотеже - у унутрашњем уву.
Визуелни систем равнотеже
(Чуло вида), као главни део овог система има важну улогу у пружању информација о томе где је тело у простору, како се брзо креће и које су могуће препреке.
Соматосензорни систем равнотеже
Овај систем чине унутрашњи рецептори, напетост мишићно-зглобног система, рецептори додира у кожи). Он је од изузетне важности јер укључује информације из коже, зглобва и вибрационих сензора, који дају информације о положају тела у простору.
Човек је кроз еволутивни развој развио веома софистициран механизам за одржавање равнотеже, положаја тела, правца кретања и оријентације у простору, чије је функционисање условљено примањем аферентних сензорних информација из оптичког, вестибуларног и проприоцептивног система.

#### Вестибуларни систем равнотеже
Биоелектрични сигнали који се при покрету тела генеришу у полукружним каналима и отолитском апарату, преносе се вестибуларним нервом до вестибуларних једара, а потом интегришу и модулирају активностима других неуролошких структура. Имајући у обзир комплексност ове интеракције, не изненађује чињеница да минималан патолошки варијетет, у који се може сврстати и боравак у условима микрогравитације, може изазвати поремећаје равнотеже. Зато је вестибуларни систем значајан у стварању моторног одговора који је од важности за дневно функционисање и преживљавање у условима вишедневног боравка у космосу. Састављен је из пет компоненти:
1. Периферног рецепторног апарата, који се налази у унутрашњем уву и одговоран је за претварање покрета и положаја главе у неуралну информацију
2. Централних вестибуларних једара која чине неурони у можданом стаблу. Она су одговорна за пријем, интерграцију и расподелу информација за контролу моторне активности као што су покрети очију и главе, постурални рефлекси и рефлекси зависни од гравитације и просторне оријентације
3. Вестибуло-окуларних веза које полазе од вестибуларних једара и утичу на контролу покрета ока
4. Вестибуло-спиналне везе која координише покрете главе, аксијалну мускулатуру и постуралне рефлексе
5. Вестибуло-таламо-кортикалне везе одговорне за свесност перцепције покрета и просторне оријентације.

##### Периферни рецепторни апарат
Периферни рецепторни апарат смештен је у унутрашњем унутрашње уву и састоји се из два органа
1.1. Кохлеарног
Овај апарат служи за пријем звучних сигнала 
1.2. Вестибуларног (вестибуларни лавиринт)
Овај апарат који је такође познат и као орган равнотеже служи за пријем надражаја о кретању тела у простору. Састоји се од две одвојене структуре које садрже специјализоване сензорне рецепторе и локализован је латерално и постериорно од пужа у унутрашњем уву. Чини га пет одвојених рецепторних структура; три полукружна канала и два отолитна органа који су смештени у петрозном делу темпоралне кости.
Рецепторна, неуроепителна подручја представљају макуле у сакулусу и утрикулусу и ампуларна кристе у полукружним каналима. Ова подручја су оспособљена за пријем чулних надражаја за равнотежу.
- Отолитни орган (макуле у сакулусу и утрикулусу) детектује промене линеарног убрзања и гравитације. У кесицама отолитског органа, испуњених течношћу, сакулу и утикулу постоје специјализована структура позната као макула акустика, или чула статичке равнотеже тела (за оријентацију тела на гравитационо привлачење). Рецепторне ћелије у овим органима формирају косе ћелије (цилије) пострављене у хоризонталној и вертикалној равни, које су у пратњи ћелија подршке. Врх цилија је прекривен желатинозном мембраном на којој се налази слој сићушних кристала калцијум карбоната, величине 1-10 микрона. Овај слој кристала има три пута већу тежину од околне течности. Како су ове ћелије постављене у разним равнима, то ће при сваком положају главе комадићи кристала звани отолити илои отокони вршити притисак на цилије. Промена у положаја главе који доводи до гравитационог привлачења, ствара нервне импулсе активацијом цилија отолитом, који са потом даље преносе преко нерних влакана вестибуларног нерва у дну рецепторних ћелије, у центар за равнотежу у мозгу.
- Три полукружна канала (предњи, задњи и хоризонтални), откривају промене угаоног убрзања. Један крај сваког канала, зове се ампула, и она је у са ампулом утрикулуса. У ампулама се налази криста акустика као чулни орган динамичке равнотеже (који задржава положај тела као одговор на обављено кретање) Као и у вестибуларним рецепторним тако и овде посотоје косе ћелије у облику акустичке кристе у пратњи потпорних ћелија, али овде не постоји отолит. Рецепторна ћелије у овом органу се стимулишу покретом ендолимфе. Када се глава помера услед појаве ротације тела, ендолимфе ће тећи ка косим ћелијама, које добијају надражај који потом претварају у нервни импулса. Као одговор на те импулсе, настаје реакција мишићи за одржавање равнотеже тела у новој позицији.

Аксони сензитивних неурона формирају вестибуларни живац и пројектују се на вестибуларне нуклеусе у продуженој мождини, а део влакана наставља до малог мозга. Из вестибуларних нуклеуса полазе еферентна влакна која формирају вестибуло-спинални тракт, као и неурони другог реда који иду до таламуса, а затим до коре. Из вестибуларних нуклеуса полазе и неурони другог реда који иду до нуклеуса кранијалних нерава који контролишу покрете очију. На тај начин полукружни канали и отолитни органи пружају информације нашем мозгу о положај тела и његовим покретима. А веза између вестибуларног система и очију помаже у одржавању равнотеже и држању очију усмерених на објекат („оријентир“) док се глава окреће или док се тело ротира .
Служећи се бројним фиксним „оријентирима“ човек може лако кориговати сва одступања од жељеног правца положаја или кретања. Свака „несарадња“ између органа вида и вестибуларног апарата игра важну улогу у настанку вестибуларних поремећаја. А та „несарадња“ између ових органа дешава се у космосу због одсуства видљивих оријентира и смањених вестибуларних надражаја у условима бестежинског стања, што има за последицу настананак космичког гравитационог синдрома.

#### Визуелни систем равнотеже -чуло вида
Вестибуларни стимулуси из ува контролишу активност мишића покретача очне јабучице, како би чуло вида код сваке промене положаја главе у току редовних активности, као што је ходање и трчање, задржало адекватан положај у односу на визуелни циљ. Покрети очију који се генеришу активацијом вестибуларног система, остварују се преко вестибуло-окуларног рефлекса. Вестибуларни стимулуси из лавиринта контролишу активност мишића покретача очне јабучице, како би се одржала стабилна слика на ретини при свакој промени положаја главе у току нормалних активности. Покрети очију који се генеришу активацијом вестибуларног система, остварују се преко вестибуло-окуломоторног рефлекса.
Постоје три типа ротаторних покрета ока: хоризонтални, вертикални и торзиони. Вертикални полукружни канали и сакулус су одговорни за контролу вертикалних покрета ока, док хоризонтални канали и утрикулус контролишу хоризонталне очне покрете. Торзиони покрети ока су под контролом вертикалних полукружних канала и утрикулуса.
 Примарни циљ вестибуларног система је да спречи померање слике на ретини у току ротације главе (померање слике више од 2 до 3°/s од центра фовеје, смањује оштрину вида за око 50% ).
Нистагмус омогућава одржавање слике објекта на фовеји. Системи који спречавају померање слике са ретине су:
- систем за глатко праћење,
- оптокинетички систем и
- вестибуло-окуларни рефлекс (ВОР).

Највећи део природних покрета главе представља комбинацију линеарних и ангуларних (угаоних) акцелерација, због чега полукружно-канални и отолитско-окуларни рефлекси морају да функционишу заједно (канално-отолитска интеракција) како би осигурали стабилну слику на ретини. Код ротационог кретања, глава се покреће у односу на тело које мирује, а код транслацијског кретања, помера се цело тело (укључујући и главу).
ВОР се остварује стимулацијом полукружних канала у току ангуларне (угаоне) ротације - Ротациони (ангуларни) вестибуло-окуларни рефлекс и стимулацијом отолита у току праволинијске акцелерације или нагињања главе у односу на смер гравитације - Линеарни (транслацијски) вестибуле-окуларни рефлекс. ВОР се остварује брзо, с латенцијом до 15 ms, док је визуелно-окуломоторна контрола спорија, са латенцијом од 150 до 200 ms.
Приликом померања главе, примарни аферентна сигнали долазе из хоризонталних полукружних канала и пројектују се у специфичним неуронима у медијалном и латералном вестибуларном једру. Многе ћелије шаљу ексцитаторне сигнале кроз медијални лонгитуднални фасцикулус према контралатералним једрима абдуценса, чији моторни неурони шаљу импулсе преко шестог кранијалног живца доводећи до контракције ипсилатералног лат. m. rectus lateralis. У исто време, неурони абдуценса шаљу ексцитаторне сигнале ка моторним неуронима у контралатералним окуломоторним једрима, која инервишу лат. m. rectus medialis oculi. Друга група вестибуларних неурона преноси ексцитаторним сигнале према лат. m. rectus medialis oculi у ипсилатералним окуломоторним једрима, док трећа група вестибуларних неурона преноси инхибиторне сигнале према ипсилатералним једрима абдуценса.
Надражај горњег (предњег) полукружног канала резултује контракцијом ипсилатералног лат.  и контралатералног лат. m. rectus superiora и релаксацијом ипсилатералног лат.  и контралатералног лат. , што доводи до торзионих кретања очију према горе.
Надражај задњег (сагиталног) полукружног канала изазива контракцију ипсилатералног лат.  и контралатералног лат. , што доводи до торзионих кретања очију према доле.
Надражај макуле утрикулуса изазива контракцију ипсилатералног лат. 
лат. m. rectus superior и лат. m. rectus mediali и релаксацијом контралатералног лат. 
Већи део ВОР аксона иде кроз лат. fasciculus longitudinalis medialis (FLM). Примера ради, приликом покрета главе улево надражујући сигнали из левог хоризонталног полукружног канала преносе информацију неуронима левог вестибуларног једра, уз истовремену инхибицију десног вестибуларног једра преко комисуралних неурона. Неурони у левом вестибуларно једру потом ексцитирају мотонеуроне и интернеуроне оба контралатерлна абдуценса, при чему настаје контракција (грчење) десног лат. m.rectus oculi lateralis и левог лат. m. oculi rectus medialis.. Ова билатерална повезаност омогућава инхибиторни однос између левог латералног и медијалног десног правог очног мишића. Резултат ове инетракције је фиксација слике у фовеји.

#### Соматосензорни систем равнотеже
Контрола кретања зависи о сталним и тачним информацијама из соматосензорног система. Зато је соматосензорни систем пресудан за равнотежу и моторичку контролу, јер даје информације везане за контакт тела са тлом и информације о положају тела.
- Кожни рецептори дају информације о додиру и вибрацијама, на сваки механички подстицај на површину тела, који боравком у бестежинском стању значајно слаби.
- Рецептори у мишићима дају информације о позицији удова и тела.
- Мишићна снага и самопоуздање спадају у остале факторе који утичу на равнотежу, поред главних система који пружају информације и корективне радње у односу на држање тела и стабилност. Еферентни органи вестибуло-спиналних рефлекса су антигравитациони мишићи. Контролишући усправан положај у односу на дејство гравитације, вестибулоспинални рефлекси стабилизују положај главе у току статике и динамике. Вестибуларни систем има утицаја на тонус мишића и одржавање баланса главе и тела преко два велика десцедентна пута кичмене мождине, латералног и медијалног вестибулоспиналног тракта, који полазе директно из вестибуларних једара и директног ретикулоспиналног пута.

Визуелне, вестубиларне и соматосензорне информације морају бити интегрисане и координисане на такав начин да неуралне наредбе за држање тела могу готово тренутно да исправе одступање равнотеже стабилизујући мишиће на ногама и трупу.
Како космонаути у бестежинском стању нису сигурни у своју равнотежу, они имају тенденцију да производе више глобалних мишићних контракција, односно да користе оне мишиће који не доприносе одржавању равнотеже.

## Физиолошки проблеми у космичком адаптационом синдрому
У свемиру, астронаути морају провести неко време да би изгубили осећај дезоријентације у бестежинском стању. Због недостатка гравитације, отолитни органи више немају исту улогу. Они могу да осете линеарно убрзање (напред-назад, горе-доле, и лево-десно), али не могу да успоставе контролу пријема вертикалних референтних сигнала у мозгу. Зато адаптација на ново окружење подразумева да космонаути морају да науче како да више користе „невестибуларне“ сигнале који су визуелни, проприоцептивни, и тактилни

### Проблеми одржавања равнотеже у космосу
Проблеми одржавања равнотеже у космосу настају када мозак из система за равнотежу смештеног у унутрашњем уву прима другачије надражаје од оних из осталих рецептора, нарочито видних. То се у космосу дешава:
У условима неједноликог кретања свемирског брода 
Сталне промене кретања свемирског брода у облику љуљања, поскакивања, убрзавања и успоравања, космонаути не могу видети већ их само осећају. У мраку кабине, ове осцилације су још израженије због одсуства визуелне контроле покрета. Зато сваки покрет астронаута изван равни паралелене са правцем кретања кабине свемирског брода изазива симптоме вртоглавице, праћене мучнином, јер ће допунска убрзања деловати на вестибуларни систем.
У условима микрогравитације (бестежинског стања) у свемиру
У бестежинском стању кретање космонаута у значајној мери је отежано сниженом гравитационом силом и праћено је снажаним осцилацијама тела које изазивају и најмањи покрети рукама и ногама. Овако, неадекватно-неодмерено кретање настаје зато што су мишићи тела на Земљи навикнути да одређене покрети обављају већом снагом због савладавања силе земљине теже, па изостаје фина регулација покрета у сниженој гравитацији. У микрогравитацији престаје осећај тежине и осећај притиска органа једних на друге, а мења се и хидростатски притисак крви у лобањској дупљи. Ипак највеће промене су на органу равнотеже, чија се функција из основа мења, јер је директно условљена присуством/одсуством гравитационе силе.

### Кардиоваскуларни систем
У микрогравитационом окружењу, количина и расподела телесних течности се мења, јер тело и његов кардиоваскуларни систем ослобођено утицаја гравитације дистрибуира течности ка горњим деловима тела. Повишен крвни притисак у глави активира аларм, да тело има превише крви у глави и у току два до три дана у бестежинскогм стању, тело астронаута може да изгубе чак 22% сопственог волумена крви, као резултат тог механизма.
Ослобођено јачег утицаја гравитације, лице особе поприма другојачији изглед. Јавља се едем, посебно око очију, због пороширења крвљу препуњених вена у лобањи, току прве фазе (дуготрајнијег) излагања микрогравитацији у свемиру. Субјективне тегобе изазване прерасподелом течности су; запушен нос, главобоља, и деформација лица, мучнина, повраћање, убрзан пулс, лабилан крвни притисак и смањење пулсног талас. Магнитуда ових промена, према досадашњим истраживањима, биле су највеће у току осмодневног лета (нпр. у мисији Џемини) да би у дужим мисијама, нпр. 14 дневој мисији, симптоми били мање изражени.
Ове промене покрећу у организму астронаута механизме који се супротстављају хиперволемији, што доводи до значајног губитка воде из организма. Зато упркос прерасподели течности настаје и њен губитак и укупно смањење телесне масе што на крају ране фазе свемирског лета, кардиоваскуларни систем астронаута полако прилагођава утицају микрогравитације и обезбеђује наставак боравка у свемиру са мање израженим тегобама. Међутим ове промена утиче на рад срца.
"Ако у циркулацији има мање крви срце астронаута не мора да је пумпа са већим напором као у условима пуне гравитације на земљи, што смањује функцију i naprezawe срчаног мишића и резултује атрофијом његових мишићних влакана .."

##### Ортостатска нетолеранција
Поред губитка физичке кондиције, свемирски лет има негативне ефекте на кардиоваскуларни систем и друге регулаторне система, што погоршава индивидуална варијабилност толеранција на стрес и ортостатске промене изазване микрогравитацијом .
Наиме по повратку из свемира на Земљу, течност се под утицајем Земљине теже поново и брзо враћа у доње делове тела, што ствара тенденцију за развој, тзв ортостатске нетолеранције (микрогравитацијом индуковано стање повећане симпатичке активности) која се карактерише; ортостатском хипотензијом (снижењем крвног притиска), убрзанијим радом срца (тахикардија), малаксалошћу, краткотрајним поремећајем вида (сумаглица) и синкопом (краткотрајаним губитком свести).
Етиологија ортостатске нетолеранције је непозната, али досадашња истраживања све више указују на њену мултифакторијалну патофизиологију, у којој доминира постојање индивидуалне преосетљивости на снижену гравитацију. На широк распон учесталости ортостатске нетолеранције (која се јавља код 20-83% астронаута и космонаута) поред индивидуалне преосетљивости утиче и дужина трајања изложености микрогравитацији. Зато је ортостатска нетолеранција, израженија након дужег излагања утицају микрогравитације, и повезана је са смањеним одговором мишићно симпатичке нервне активности као одговор на ортостатски стрес и оштећење барорефлексних функција.
Неколико система укључено је у патофизиолошке промене код постсвемирске ортостатске нетолеранције, у које спадају;
Промене у аутономном нервном систему
Изазване су измењеном барорефлекснеом активношћу и другојачијим адренергијским одговором
Венска неусаглашеност
Вене у људском ногама садрже ситне мишиће који реагују када се вене напуне крвљу. Њихова функција је да шаљу крв, навише („узбрдо“) ка срцу и тако одржавју крвни притисак. Али, у како у свемиру не постоји „узбрдо“, мали мишићи у венама губе своју функцију и мање су ангажовани - - прилагођавају се бестежинском стању. Током повратка из свемира мишићи су поново потребни, али су они привремено „заборавили“ своју функцију. После дужих свемирских летова „заборавност“ је већа а последице теже, јер вене не успевају да врате крв назад ка срцу и мозгу.
Промене функција срчане пумпе
Смањена контрактилна способност срчане пумпе изазвана атрофијом срчаног мишића и удружена се нарушеном функцијом вена због секундарно оштећене скелетно мишићне пумпе највероватније такође има важну додатну улогу у ортостатској нетолеранцији астронаута по повратку на земљу.
Промене у систему запреминске регулације течности.
Промене васкуларних функција и њихове реактивности
Преко азот оксид синтаза, зависних механизама долази до промене васкуларних функција.

### Мишићни систем
Истраживања током последњих 30 година остварила су значајан напредак у разумевању негативних утицаја микрогравитације на скелетне мишиће. Једна од најугроженијих система у условима боравка у свемиру је неуромишићни систем . Доказано је да боравак у бестежинском стању изазва атрофију, губитак снаге, смањење функционалног капацитета и повећан замор у скелетним мишићима удова. Студије спроведене на пацовима и људима показале су брз губитак ћелијске масе мишића у микрогравитацији. Код пацова, редукција мишићне масе кретала се до 37% и примећена је већ у првој недељи излагања микрогравитацији. Мишићи солеус показали су нешто већу учесталост атрофије од брзих мишића гастрокнемијуса.
Боравак у свемиру изазва промене у скелетним мишићима у првих неколико недеља, преферирајући прво атрофију мишића екстензоре а потом и флексора. Зато су најизраженије промене уочене у антигравитационим мишићима, као што су солеуси и гастрокнемијуси. На пример, максимална вољна контракције људских плантарних флексора је смањена за 20-48% након 6 месеци боравка у свемиру, док је за 21% уочен пад снаге у влакнима типа I, мишића солеуса, после 17 дана лета спејс-шатлом.
Атрофија мишића првенствено је резултат смањене синтезе протеина која је вероватно изазван одсуством антигравитационог оптерећења. Контрактилни протеини се сразмерно губе са другим ћелијских протеинима а танка актинска влакна непропорционално више губе миозин од дебљих влакана. Пад контрактилних протеина објашњава се смањењем дејства гравитационих сила по површине попречног пресека мишића, док се губитак протеина у танким влакнима може објаснити послелетним повећањем максималне брзине у скраћеним влакнима. Микрогравитацијом индуковани пад максимална снага мишића се делимично надокнађује повећањем брзине контракције у влакнима. Мишићна брзина која је додатно повећана микрогравитацијом изазива брзу реакцију миозин изозима у спорим влакнима и повећан одговор брзих влакана типа II. Не само да боравак у свемиру повећава осетљивост скелетних мишића и изазива њихова оштећења, већ се и након повратка на Земљу могу наставити или јавити слична оштећења.
Докази изведени код пацова указује да свемирски летови повећавају замор у мишићима, због смањене способност спорог солеуса да оксидира масти и повећаног утрошка гликогена у скелетним мишићима. Будуће студије на астронаутима, биће потребне како би се прецизно утврдили ћелијски и молекуларни механизми микрогравитацијом индуковане атрофије мишића и узроци губитка њихове функционалне способности. На основу тих искустава развили би се ефикасни превентивни програми вежбања као и друге мере заштите.

### Коштани систем
Коштани систем је од посебног значаја за кретање одржавања положаја тела у условима гравитације на Земљи. Добро је познато да биомеханичка снага има важну улогу у развоју скелетног система . Недавно, је изнет податак да ће ове снага бити подједнако важна као и генетика у морфогенези, адаптацији и обликовању ткива. Зато су спроведене многе студије да идентификује промене и могуће механизаме промена на скелету, у условима микрогравитације, на ћелијском нивоу
Одрасло људско тело у свом коштаном ткиву има 1.000 до 1.200 грама калцијума и 400 до 500 грама фосфора. Више од 99% калцијума у је у облику хидроксиапатит у костима, и око 85% фосфора. Према томе, функција коштаног ткива у великој мери зависи од метаболизма калцијума и фосфора. У нормалним костима постоји равнотежа између коштане структуре и ресорпције. Систем хормона и локални фактори регулишу преправке у костима, које укључују ћелије, њихову пролиферацију и прогресивну диференцијацију која доводи до ресорпције у костима и остеобластима и таложења и минерализације матрикса око остеобласта.
У условим микрогравитације у костима је поремећен склад између формирања и ресорпције кости на рачун губитка коштане масе . Тврди се да смањење функције остеобласта игра важну улогу у свемирским летом индукованом губитак коштане масе. Један од механизама у диференцијацији остеобласта је регулисан транскрипцијом фактора 2, активатора протеина-1 (Бета-АП-1), и разним другим транскрипционим факторима. Неусклађеност неког од ових фактора доводи до поремећаја између алкалне фосфатате и остеокалцина што може резултовати губитком коштане масе. Поред ових и већи број других фактора може постојати у контроли функција остеобласта, диференцијацији и матурацији.
Након хистолошког проучавања остеобласта после свемирског лета, утврђено је присуство повећање мање диференциранеих (незрелих) и смањење више диференцираних (зрелаих) остеобласта, што сугерише да микрогравитација блокира неке путеве диференцијације у остеобластима . Истраживачи су такође указали да остеобласти и остеоцити одговарају на механичке надражаје у in vitro условима, као што су и претходна истраживања показала да су генске експресије фактора раста и протеина измењене у микрогравитационим условима.
Такође у условима снижене гравитације, због промена у костима калцијум и фосфор се претерано излучују мокраћом и изметом. После око 10 дана боравка у бестежинском стању долази до губитка око 3,2% коштане масе. Губитак калцијума из костију на само да може да утиче на појаву мокраћних калкулуса (што је описано у посебном поглављу) већ може изазвати и јаке болове, а због смањене густине костију и губитка њихове чврстине и појаве спонтаних прелома.

### Хематолошки и имунолошки систем
Једна од значајних промена у хематолошком и имунолошких система у микрогравитацији је трансформација црвених крвних зрнаца, као главних компонента крви. Деведесет посто наших нормалних еритроцита су ћелије биконкавано-дискоидног облик (сличне крофни без рупе). У бестежинскогм стању, неки еритроцити мењају свој облик и трансформише у дугуљаст или лоптаст облик. Повјава анемије (смањења броја црвених крвних зрнаца) је карактеристична појава која се може јавити у крви астронута након четири дана од почетка свемирског лета. Број црвених крвних зрнаца после три месеца свемирски лет опада за око 15% и праћена је субјективним тегобама, које се постепено губе после повратка на Земљу.
Активност лимфоцита, који се супротстављају инвазији микроорганизама и штите организам од инфекције, благо је снижена у микрогравитацији, Међутим због релативно „стерилних“ услова у свемирском броду, умањена функција леукоцита ретко изазива практичне проблеме.

### Мокраћни систем
Национална агенција за аеро-наутику и Свемирска управа и руски свемирски програм објавили су више доказа да људи изложени микрогравитационом окружењу у свемиру имају већи ризик за развој калкулуса-камена у бубрегу. Повећану ресорпцију костију (већ описану у тексту) изазвану микрогравитацијом часто прати хиперкалциурија и хиперфосфатурија (повећано излучивање мокраћом калцијума и фосфора), што значајно увећава концентрацију калцијумових соли, односно калцијум оксалата и калцијум фосфата у мокраћи, што уз друге факторе који владају у животној средини свемирске летелице и измењен начин исхране, прилагођен бестежинском стању, (мањи унос течности, енергије, протеина, калијума, фосфора и магнезијума) може негативно утицати на састав мокраће и још више увећати ризик од формирања калкулуса у мокраћном систему астронаута током свемирских летова.
Такође смањена количине мокраће изазвана прерасподелом течности повећаном диурезом (измокравањем) смањује волумена течности у организму астронаута, што мења пХ вредност (увећавајући киселост) мокраће и доприноси већем ризику за стварања мокраћних камена (калкулуса). Ово су потврдили резултати истраживања спроведени у дуготрајним Шатл-Мир мисијама, у којима је уочен тренд мањег уноса течности, који је утицао на смањену количину урина у мокраћном систему. То стање је погодаовало стварању калкулуса састављених од кристала калцијумових соли.
Поред увећаног ризика за формирање калцијумових калкулуса, промена метаболичког профила због промена у исхрани током лета, погодује и формирању калкулуса састављених од кристала мокраћне киселине.
Повећан ризик се јављао брзо након излагања микрогравитацији, и настављао се током свемирских летова и после слетања. Зато је повећање дневне количине измокреног уринарна једина ефикасна противмера да се смањи ризик од формирања бубрежних камена одмах након свемирског лета. Међутим, количина измокреног урина у току лета не може бити у потпуности ефикасна мера у минимизацији потенцијалних ризик од формирања калкулуса у бубрегу због промена у хемијском саставу урина астронаута изложених микрогравитацији.

## Симптоми и знаци болести
1. Изненадни губитак стабилног „g“ вектора
2. Губитак визуелне оријентације и појава илузија.
Илузија (или привид) је погрешан, изобличен опажај извесних објеката или појава у стварности, условљен неким објективним или субјективним чиниоцима. Људска чула су кроз евулуцију прилагођена за функционисање на земљи.
Илузије код космонаута настају као последица неправилног, нетачног опажања предмета или појава, изазвана физичким, физиолошким или психолошким узроцима који у току боравка у космосу делују на чула космонаута и изазивају погрешно (нетачно), препознавање објективне стварности. Навигацијом у току летања кроз космос, (због наглих промена убрзања, положаја летелице, летење у потпуном мраку без одсуства оријентира итд.), чула космонаута често примају погрешне подражаје који увек не одражавају реално кретање свемирске летелице, што изазива дезоријентацију и сензорне илузије. Илузије могу бити веома опасне за космонаута, због погрешне интерпетације реалне стварности, и погрешних одлука које доносе космонаути у току управљању летелицом, што може завршити удесом
3. Поремећај координације
4. Летаргија, смањена психофизичка способност
5. Промене перформанси летелице због умањених способности космонаута да њом безбедно управвљају
6. Главни симпптоми
Космичка болест се манифестује следећим главним симптомима: мучнина, повраћање, анорексија, главобоља, малаксалост, поспаност, летаргија, бледило и знојење. Симптоми болести се обично смањују или губе након једног до 3 дана
7. Послелетни поремећаји у одржавању положаја тела

## Превенција

### Физичка активност и равнотежа космонаута
Како физичко вежбање доприноси одржавању равнотеже, оно превентивно спречав падова и повреда у условима бестежинског стања
Физичка активностима у космосу:
- јача мишиће ногу и леђа;
- побољшава рефлексе и моторну синергију постуралних рефлекса;
- побољшава ход;
- повећава гипкост;
- одржава равнотежу телесне тежине;
- побољшава мобилност за неочекиване претње;
- смањује ризик од кардиоваскуларних болести;
- смањује ризик од постуралне хипотензије у условима микрогравитације;
- смањује вероватноћу потребе за лековима;
- побољшава спавање и смањује несаницу;
- подиже самопоуздање у физичке и менталне способности .